# کورادو ناستاسیو
کورادو ناستاسیو (انگلیسی: Corrado Nastasio؛ زادهٔ ۳ ژانویهٔ ۱۹۴۶) بازیکن فوتبال اهل ایتالیا است.
از باشگاه‌هایی که در آن بازی کرده‌است می‌توان به باشگاه فوتبال مودنا، باشگاه فوتبال لچه، باشگاه فوتبال کالیاری، باشگاه فوتبال رجانا، باشگاه فوتبال آتالانتا، باشگاه فوتبال لیورنو، و باشگاه فوتبال نووارا اشاره کرد.